# Ростовское княжество
Росто́вское княжество — русское удельное княжество в составе Великого княжества Владимирского с центром в городе Ростов Великий, существовавшее с 1207 по 1474 год.

## История
Со второй половины X века по 1125 год Ростов был центральным городом северо-восточных владений русских князей, известных также как Ростовская земля, позднее Суздальская земля — территории, ставшей основой современной России.
После Ярослава Мудрого Ростовская земля принадлежала вначале к новгородским владениям, а в 1076 году, вместе со всем Поволжьем, отошла во владение младшего сына Ярослава — Всеволода Ярославича. Сын Всеволода — Владимир Мономах сам туда не ездил, а посылал своих сыновей. На некоторое время Ростовская земля была ареной раздора между Изяславом Владимировичем и Олегом Святославичем Черниговским.
Любечский съезд окончательно утверждает Ростовскую землю за Владимиром Мономахом и его потомством. С этого времени в ней появляется самостоятельный князь Юрий Долгорукий. В 1125 году он перенёс столицу своих владений в город Суздаль, а его наследник, сын Андрей Боголюбский — во Владимир. С тех пор пошла на убыль политическая роль Ростова.
В 1207 году Ростов был выделен в удельное княжение старшему сыну великого владимирского князя Всеволода Большое Гнездо Константину, положившему начало династии ростовских князей. Также в его владение входили Белоозеро, Углич, Устюг, Ярославль. При нём строились храмы, в Ростове стал составляться «Ростовский летописец», вошедший позднее в Лаврентьевскую летопись. Младшему его брату Юрию после смерти отца в 1212 году по завещанию дано было великое княжение, что было нарушением установленного порядка. Между Юрием и Константином началась длительная междоусобная борьба, завершившаяся поражением Юрия в Липицкой битве (1216 год). Константин занял Владимир. После смерти Константина (1218 год) великое княжение повторно (уже законно) получил Юрий, а Ростовское княжество было разделено на три части между сыновьями Константина: Василько достались Ростов и Белоозеро, Всеволоду — Ярославль, а Владимиру — Углич.
Во время татаро-монгольского нашествия Ростов был захвачен и разорён. В 1238 году дружина ростовского князя Василько в составе объединённых владимиро-суздальских войск под предводительством великого князя участвовала в битве на реке Сить с войском Бурундая. Русские войска были полностью разбиты, Василько был взят в плен и убит. Одно из крупнейших антитатарских восстаний в Ростове произошло в 1262 году. Татары и их приспешники были тогда перебиты также в принадлежавшем ему Устюге. Связанные с переписью населения для сбора Ордой дани восстания произошли тогда же и в других городах Северо-Восточной Руси. Карательный поход удалось предотвратить отправившемуся в Золотую Орду великому князю владимирскому Александру Невскому.
Ростовская земля была многонациональной. Наряду с ассимилированными в ходе колонизации её кривичами финно-уграми здесь жили народы коми, с которыми и с народами Сибири взаимовыгодно торговали купцы Великого Устюга. В Ростове был единственный на Руси основанный ещё в домонгольское время прообраз современных университетов — Григорьевский затвор, различные греческие школы, преподавателями в которых были приезжавшие из многонациональной Византии мастера, иконописцы, учёные, в том числе, филологи, к учёбе у которых стремился мечтавший о создании письменности коми-зырян Стефан Великопермский. Иконы, книги, предметы искусства отличаются от всего найденного в других частях Руси и показывают, что их создавали византийцы и/или их ученики — то есть, здесь была большая колония византийцев.
В 1260-х годах в Ростове, по мнению Д. С. Лихачёва, создаётся так называемый «свод княгини Марьи», который в настоящее время связывается с окружением князя Глеба Васильковича. В 1283 году ростовцы вновь прогоняли ордынцев из города. Несмотря на это, из всех русских княжеств Ростов имел, по мнению А. Н. Насонова, наиболее тесные отношения с Ордой — в городе всегда жили многочисленные татары, ростовский князь Константин Васильевич был женат на ордынке. Племянник хана Берке Петр принял в Ростове христианство и основал во второй половине XIII века Петровский монастырь. В 1322 году, когда ордынское войско посла Ахмыла с Иваном Калитой хотело сжечь Ростов, только просьбы и дары живших в Ростове многочисленных татар спасли город от гибели. Перед этим в ходе междоусобной борьбы ростовских князей между собой, а также схваток за Великое княжение Владимирское, Ростов разорялся в 1281, 1282, 1289, 1293, 1315, 1319, 1320 годах.
Княжество Василька Константиновича было разделено между сыновьями: Борис получил Ростов, а Глеб — Белоозеро. По смерти Бориса в Ростове сел помимо племянников Глеб, соединив оба удела вновь (на один год) — Ростов и Белоозеро; последнее он выделил перед смертью в особый удел для своего сына Михаила. По смерти Глеба (1278) в Ростове княжили сыновья Бориса — Дмитрий и Константин, которые отняли у Михаила Белоозеро (впрочем, ненадолго). После присоединения (в 1285) к Ростову Угличского удела увеличившееся княжество братья Борисовичи поделили между собою по жребию, причём Углич достался Дмитрию, а Ростов — Константину (впрочем, они скоро обменялись своими уделами). По смерти Дмитрия (1294) Константин занял Ростов, а в выделенном Угличе посадил сына своего Александра. По смерти Константина (1305 или 1307) и его сына Василия (вероятно, 1316) княжить стал внук Константина, Углицкий князь Юрий Александрович, преемниками которого явились дети Василия — Фёдор и Константин. Они в очередной раз разделили княжество между собой (в 1328 году) и притом так, что разделился и самый город Ростов на две «стороны» — Сретенскую (Устретенскую) и Борисоглебскую; первую взял себе Фёдор, вторую — Константин.
Неизвестно, однако, как долго сохранилось это деление. Во всяком случае, со смертью в 1331 году Федора Васильевича его малолетний сын надолго исчезает из летописей, и Ростовом правит Константин Васильевич, женатый на дочери Ивана Калиты. В 1360 году он поддерживает получившего великое княжение в Орде суздальского князя Дмитрия Константиновича, и становится противником 9-летнего Дмитрия Ивановича Московского, причем пытается Ростовское княжество подчинить себе и своим потомкам в обход родственников и Москвы. В результате племянник Андрей Фёдорович при поддержке московского войска захватывает город. В 1365 году потерпевший поражение Константин умирает в Ростове, однако его дети вместе с Андреем Федоровичем продолжают править и даже чеканят собственную монету, на каждой из сторон которых указываются имена соправителей княжества.
В источниках нет ни одного упоминания о раздроблении ростовского княжества в этот период и о существовании в нём уделов. Однако, судя по всему, за поддержку Андрея Федоровича Дмитрий Донской получил ряд территорий, в том числе волость Святославль-Караш.
Судя по летописным текстам 1397—1398 гг. Устюгом ростовские князья управляют уже в качестве наместников великого князя Московского, однако сам процесс превращения Ростова в московское владение не освещён источниками. Во всяком случае, в 1433 году в столице княжества уже сидит московский наместник Пётр Константинович Добрынский. Князья сохраняют за собой часть политических прав на управление, вероятно, получая некоторую часть торговых и судебных пошлин с территории княжества.

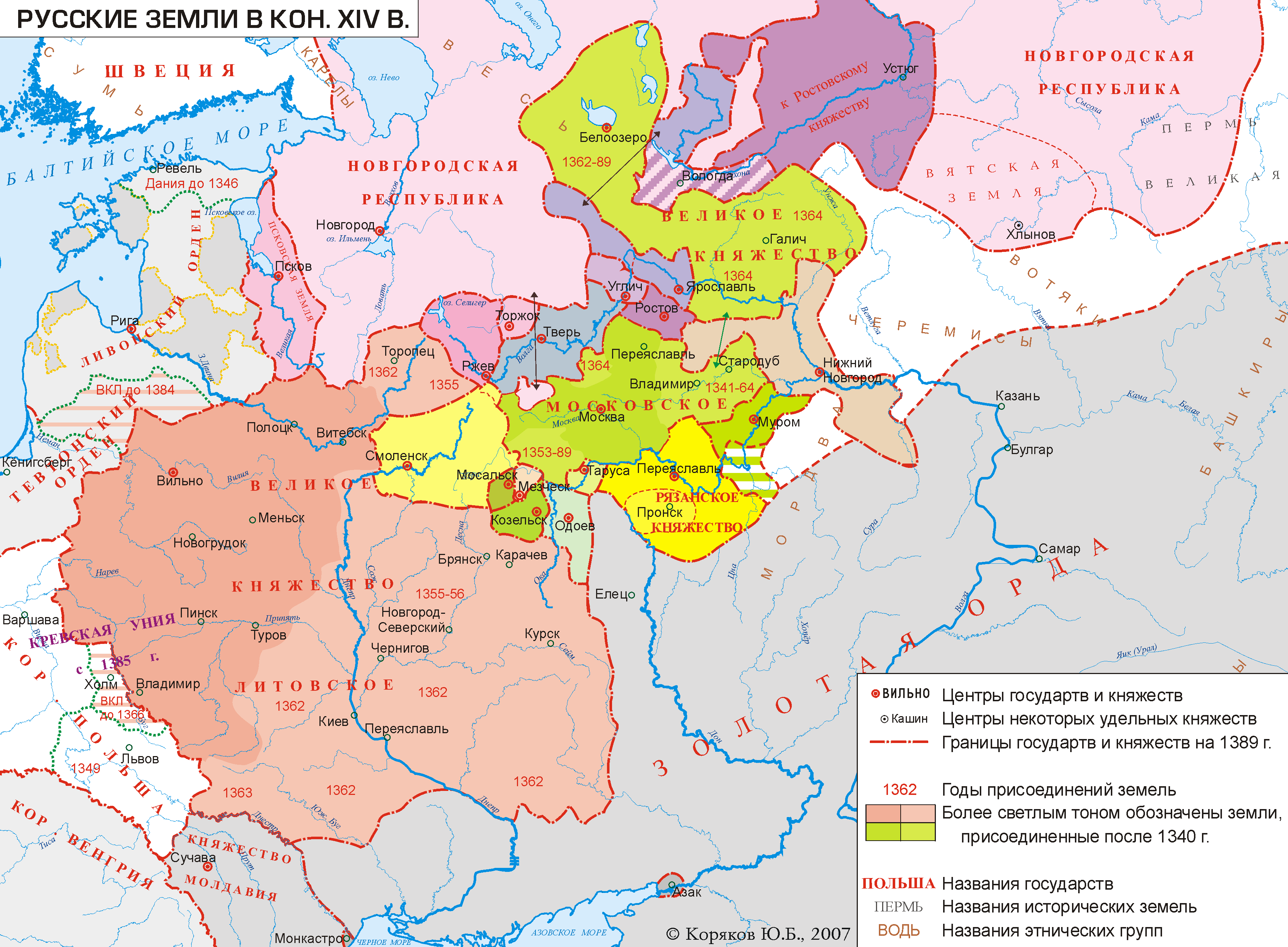
Русские земли в 1389 году

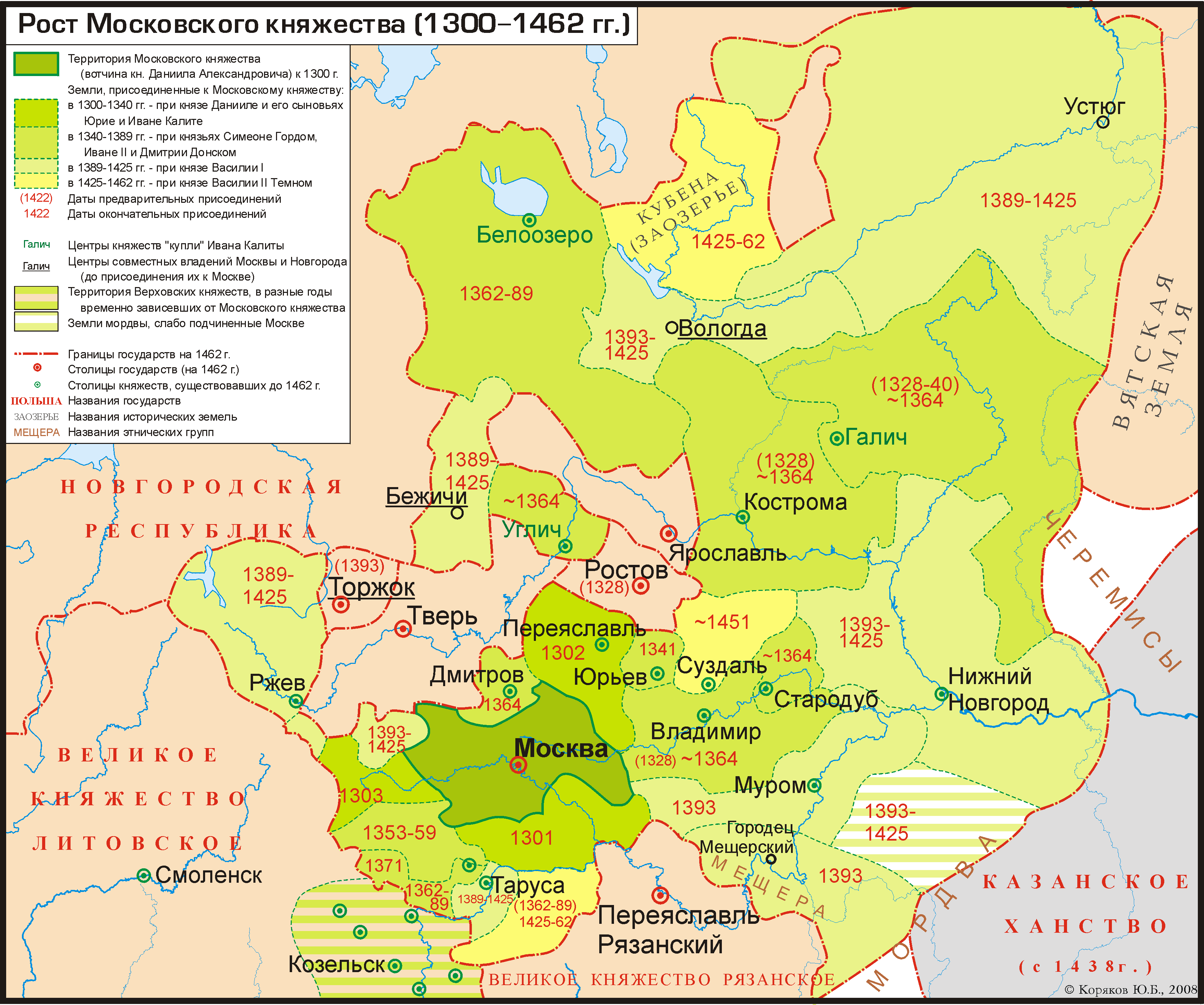
Расширение Московского княжества в 1300—1462 годах

В 1474 году купивший у последних ростовских князей оставшуюся половину княжества великий князь Иван III передал их в состав удела своей матери — Марии Ярославны.

## Князья
См. также: Ростовские князья — князья Ростовского княжества и их потомки
- 1207—1218 — Константин Всеволодович
- 1218—1238 — Василько Константинович
- 1238—1277 — Борис Василькович
- 1277—1278 — Глеб Василькович
- 1278—1286 — Дмитрий Борисович и Константин Борисович
- 1286—1288 — Константин Борисович
- 1288—1294 — Дмитрий Борисович
- 1294—1307 — Константин Борисович
- 1307—1316 — Василий Константинович
- 1316—1320 — Юрий Александрович

### Ростово-Усретинские князья
- 1320—1331 — Фёдор Васильевич
- 1331—1360 — Андрей Фёдорович
- 1360—1364 — Константин Васильевич
- 1364—1409 — Андрей Фёдорович
- 1409—? — Иван Андреевич

### Ростово-Борисоглебские князья
- 1320—1365 — Константин Васильевич
- 1365—1404 — Александр Константинович
- 1404—1416 — Андрей Александрович
- 1417—1418 — Фёдор Александрович
- ?—1474 — Владимир Андреевич и Иван Иванович Долгий

## Монеты Ростовского княжества

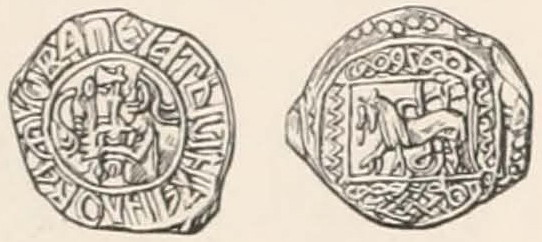
XIV век
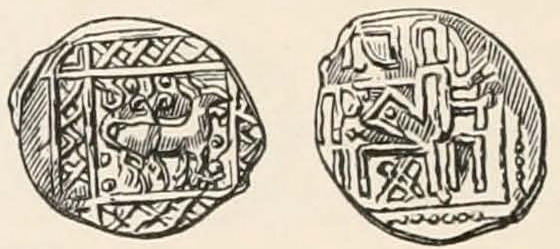
XIV век
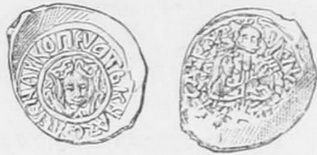
Монета Андрея Фёдоровича (1371-1380)
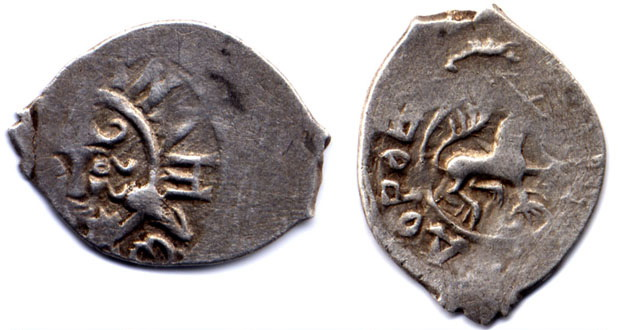
Монета Ивана Андреевича и Андрея Александровича

## Выделившиеся княжества и уделы
- Углицкое княжество (1216—1591)
- Ярославское княжество (1218—1463)
- Белозерское княжество (1238—1485)
- Устюжское княжество (1364—1474)
- Бохтюжское княжество (1364—1434)